# Kościół Trójcy Świętej w Boguszowie-Gorcach
Kościół Trójcy Świętej – rzymskokatolicki kościół parafialny należący do dekanatu Wałbrzych-Południe diecezji świdnickiej. Znajduje się w dzielnicy Boguszów.
Obecna świątynia została wybudowana w stylu barokowym w latach 1722 - 1723. Była remontowana i przebudowywana w XVIII i XIX wieku. Wzniesiono ją jako murowaną z cegły i otynkowaną. Kościół posiada plan krzyża łacińskiego, składa się z jednej nawy, trójbocznie zamkniętego prezbiterium i wieży od strony zachodniej. Wyposażenie wnętrza świątyni jest dość bogate, ale pochodzi głównie z końca XIX wieku. Należą do niego m.in. ambona z przełomu XVIII i XIX wieku, ołtarz główny wykonany w 1887 roku, chór, podparty drewnianymi toskańskimi kolumnami, datowany na rok 1823 oraz neoklasycystyczny prospekt organowy wykonany około 1890 roku.

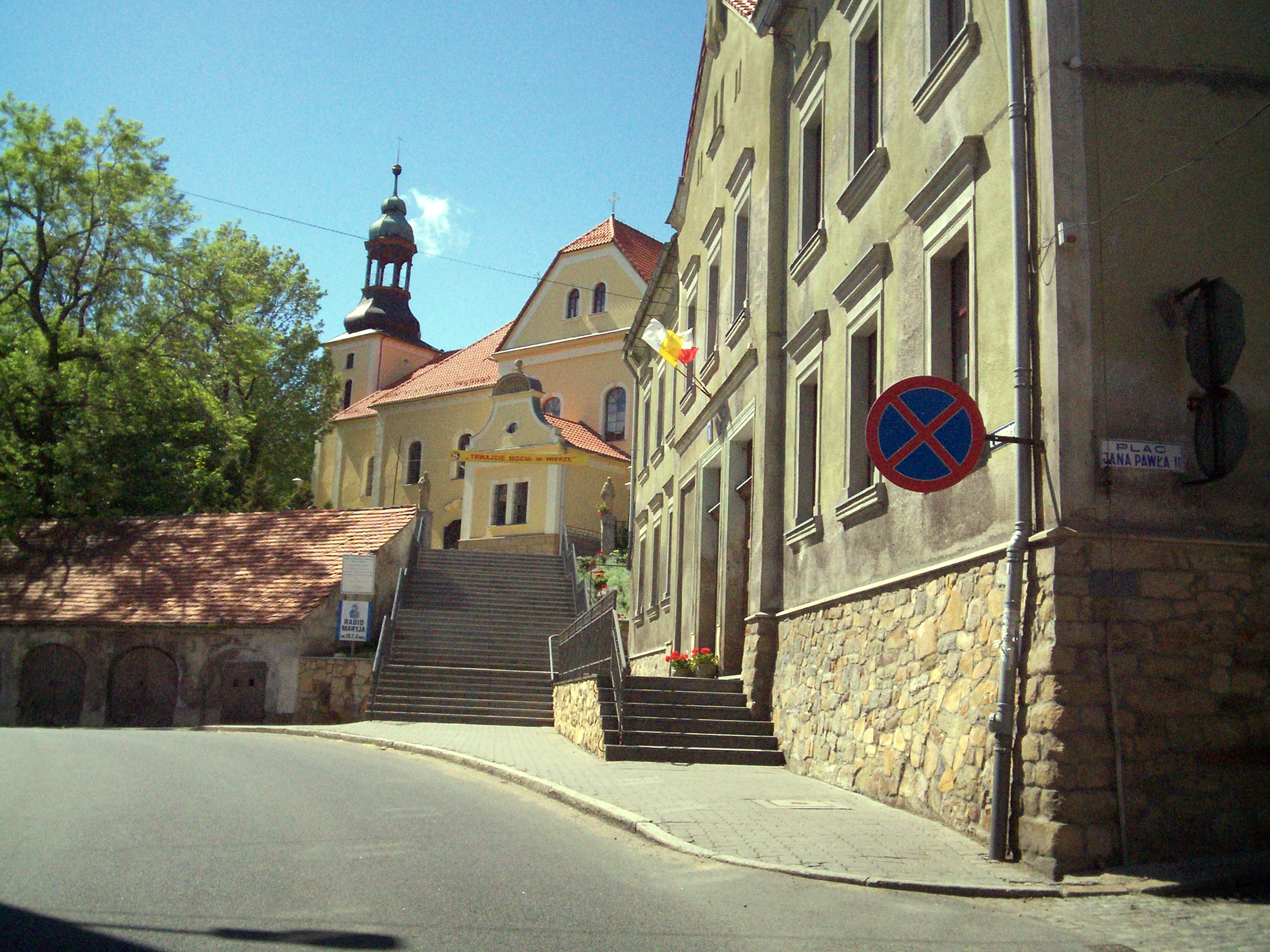
Widok z ul. Głównej

Na zewnętrznej, południowej ścianie, wmurowane są barokowe i klasycystyczne epitafia. Od frontu, widoczny jest neobarokowy szczyt spływowy, zakończony półkolistą konchą i ozdobiony wazonem. W wieży świątyni umieszczone są trzy dzwony; jeden z 1924 roku i dwa odlane po 1945 roku.